# Löwe-Speicher
Der Löwe-Speicher in Wismar am Alten Hafen, Stockholmer Straße, steht unter Denkmalschutz.

## Geschichte

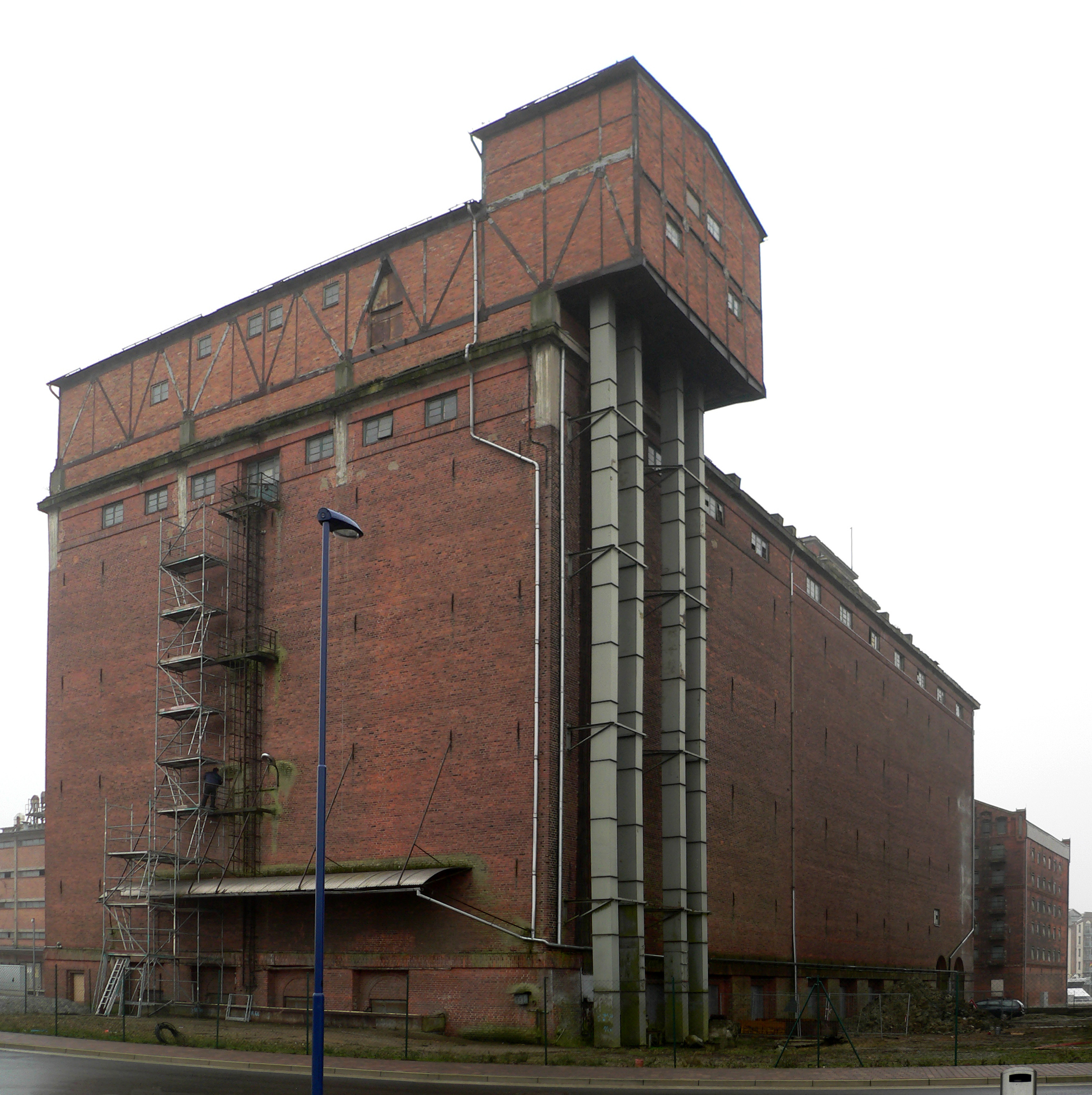
Löwer-Speicher in seitlicher Rückansicht

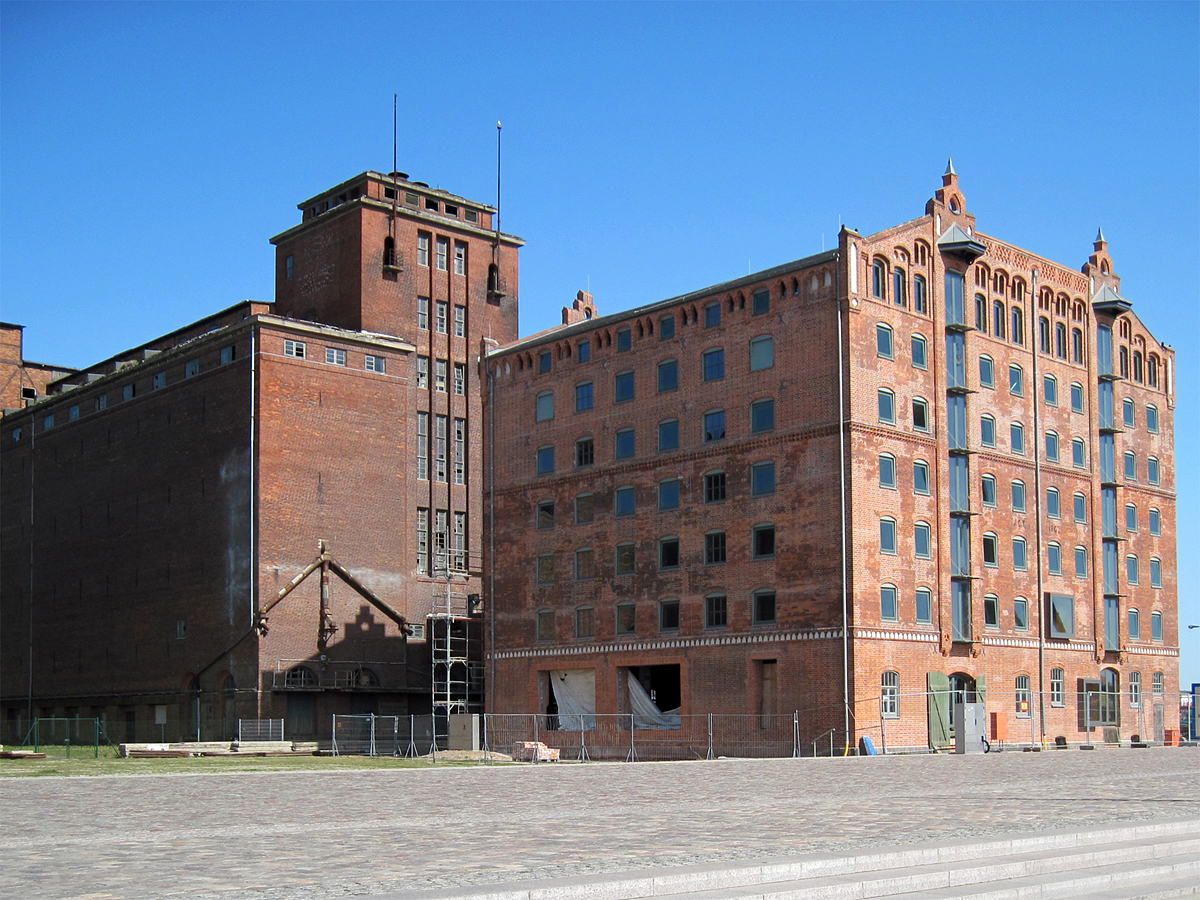
Thormann-Speicher (rechts) und Löwe-Speicher

Der etwa 22 Meter hohe, verklinkerte Getreidespeicher (Silo 1) mit einem zehngeschossigen zentralen Turm und dem ausladenden Krag- oder Kranzgesims wurde 1935 in der Speicherstadt für die Getreidehandelsfirma G.W. Loewe gebaut. Er wurde neben dem Kruse-Speicher (Silo 2), dem Ohlerich-Speicher (Silo 3) und dem älteren Thormann-Speicher bis in die 1980er Jahre genutzt.
Die DDR verstaatlichte die Firma mit dem Speicher. Der Volkseigene Erfassungs- und Aufkaufbetrieb hieß VEAB, VEB Kombinat Getreidewirtschaft, Betrieb Wismar und betrieb den Speicher.
Er steht unter dem besonderen Schutz der UNESCO, nachdem die Altstadt und der Alte Hafen von Wismar 2002 in die Welterbeliste aufgenommen wurden. Auch nach längerem Leerstand und verschiedenen Nutzungskonzepten hat die Stadt Wismar den Speicher nicht verkaufen können, jedoch bis 2016 die bauliche Substanz vor dem weiteren Verfall für 622.000 Euro gesichert. Eine Verbindungsbrücke für ein Förderband von 1937 verband den Thormann-Speicher und den Löwe-Speicher. Dieses historische Bauteil wurde demontiert und im Gebäude des Löwe-Speichers eingelagert. Das Silo hat keine Zwischendecken und keine Fenster, was eine mögliche neue Nutzung schwierig macht.
Käufer müssen nach der Ausschreibung der Stadt (2020) „ein schlüssiges Nutzungskonzept mitbringen und einen Mehrwert für die Hansestadt bieten“. Wismars Bürgermeister Thomas Beyer formulierte die Erwartungen der Stadt: „Da im Alten Hafen gegenwärtig die Nutzung durch Ferienwohnungen dominiert, wird aus städtebaulichen Gründen die Hauptnutzung mit weiteren Ferienwohnungen nicht favorisiert. Das Bewerbungskonzept sollte auf eine multifunktionale Nutzung ausgerichtet werden.“